# Plouasne
Plouasne település Franciaországban, Côtes-d’Armor megyében. Lakosainak száma 1749 fő (2022. január 1.). Plouasne Évran, Guenroc, Guitté, Le Quiou, Saint-Judoce, Saint-Maden, Tréfumel, Longaulnay, Médréac, Saint-Pern és Saint-Thual községekkel határos.

## Népesség
A település népességének változása:
| Lakosok száma | 1726 | 1553 | 1440 | 1463 | 1646 | 1704 | 1714 | 1711 | 1721 | 1749 |
|               | 1968 | 1982 | 1990 | 2006 | 2013 | 2015 | 2017 | 2019 | 2020 | 2022 |